# Edgar Dey

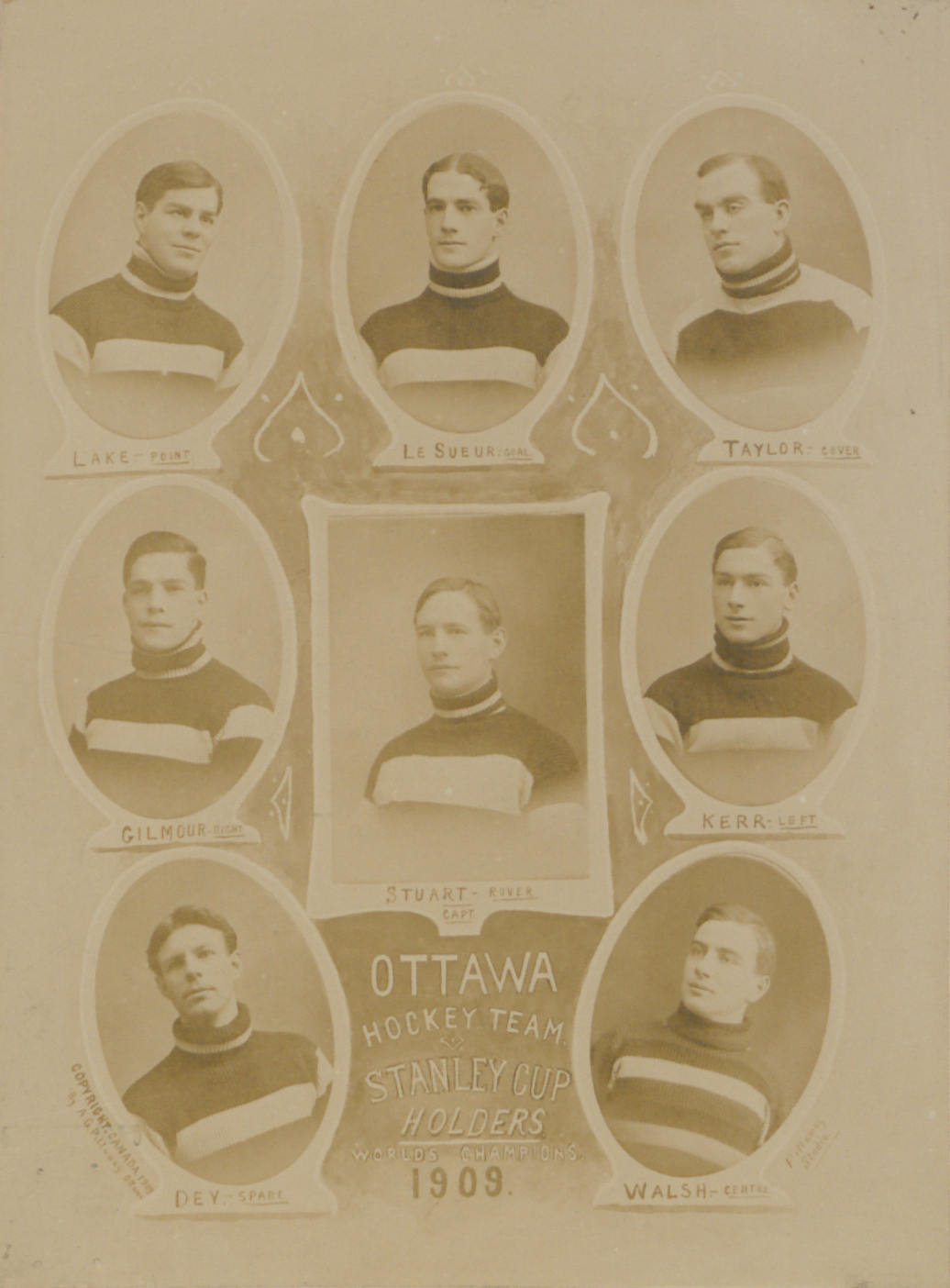
Edgar Dey, längst ner till vänster, med 1909 års Ottawa Hockey Club.

Edgar Ernest Dey, född 30 april 1883 i Ottawa, död 13 februari 1912 i Halifax, Nova Scotia, var en kanadensisk idrottsman verksam som ishockeyspelare och kanotist. Dey spelade för bland annat Ottawa Hockey Club, som han vann Stanley Cup med 1909, i ECHA och Haileybury Hockey Club i NHA.
Dey dog i februari 1912 efter att ha skadat sig under en match med Halifax Socials i MPHL.

## Statistik
FAHL = Federal Amateur Hockey League, MHA = Manitoba Hockey Association, MPHL = Manitoba Professional Hockey League, ECHA = Eastern Canada Hockey Association
| 1904    | Ottawa Capitals           | FAHL | 6  | 11 | 0 | 11 | 9  | — | — | — | — | — |
| 1904–05 | Portage la Prairie Cities | MHA  | 9  | 10 | 1 | 11 | 15 | — | — | — | — | — |
| 1905–06 | Brandon Wheat Cities      | MHA  | 8  | 7  | 1 | 8  | 36 | — | – | — | — | — |
| 1906–07 | Portage la Prairie Cities | MPHL | 8  | 6  | 0 | 6  | 32 | — | — | — | — | — |
| 1907–08 | Pittsburgh Pirates        | WPHL | 7  | 2  | — | 2  | —  | — | — | — | — | — |
| 1907–08 | Pittsburgh Bankers        | WPHL | 12 | 7  | — | 7  | —  | 3 | 2 | 0 | 2 | — |
| 1909    | Ottawa Hockey Club        | ECHA | 7  | 9  | 0 | 9  | 23 | — | — | — | — | — |
| 1910    | Haileybury Hockey Club    | NHA  | 6  | 3  | 0 | 3  | 23 | — | — | — | — | — |
| 1910–11 | Waterloo Colts            | OPHL | 16 | 16 | 0 | 16 | 0  | — | — | — | — | — |
| 1911–12 | Halifax Socials           | MPHL | 4  | 1  | 0 | 1  | 8  | — | — | — | — | — |